# Kanton Mordelles
Der Kanton Mordelles war von 1790 bis 2015 ein französischer Wahlkreis im Arrondissement Rennes, im Département Ille-et-Vilaine und in der Region Bretagne; sein Hauptort war Mordelles. 

## Geschichte
Der Kanton entstand am 15. Februar 1790. Von 1801 bis 2015 gehörten sechs Gemeinden zum Kanton Mordelles. Mit der Neuordnung der Kantone in Frankreich wurde der Kanton 2015 aufgelöst und die Gemeinden wechselten zu anderen Kantonen.

## Lage
Der Kanton lag im südwestlichen Zentrum des Départements Ille-et-Vilaine. 

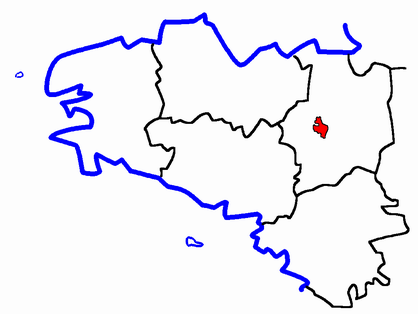
Lage des Kantons Mordelles innerhalb der Bretagne

## Gemeinden
| Gemeinde     | Bretonisch        | Einwohner (2022) | Fläche (km²) | Code postal | Code Insee |
| ------------ | ----------------- | ---------------- | ------------ | ----------- | ---------- |
| Chavagne     | Kavan             | 4.562            | 12.44        | 35310       | 35076      |
| Cintré       | Kentreg           | 2.614            | 8.24         | 35310       | 35080      |
| L’Hermitage  | Ar Peniti         | 4.683            | 6.74         | 35590       | 35131      |
| Mordelles    | Morzhell          | 7.831            | 29.84        | 35310       | 35196      |
| Le Rheu      | Reuz              | 9.823            | 18.89        | 35650       | 35240      |
| Saint-Gilles | Sant-Jili-Roazhon | 5.489            | 20.72        | 35590       | 35275      |
| Kanton       | Morzhell          | 28.711           | 96.87        | -           | 3524       |

## Politik
Der Kanton hatte bis zu seiner Auflösung folgende Abgeordnete im Rat des Départements:  
| Vertreter im conseil général des Départements | Vertreter im conseil général des Départements | Vertreter im conseil général des Départements |
| Amtszeit                                      | Name                                          | Partei                                        |
| --------------------------------------------- | --------------------------------------------- | --------------------------------------------- |
| 1945–1964                                     | Robert de Toulouse-Lautrec                    | CNIP                                          |
| 1964–1988                                     | Jean Chatel                                   | CD, dann UDF-CDS                              |
| 1989–2008                                     | Christian Le Maout                            | PS                                            |
| 2008–2015                                     | Jean-Luc Chenut                               | PS                                            |